# 縴夫

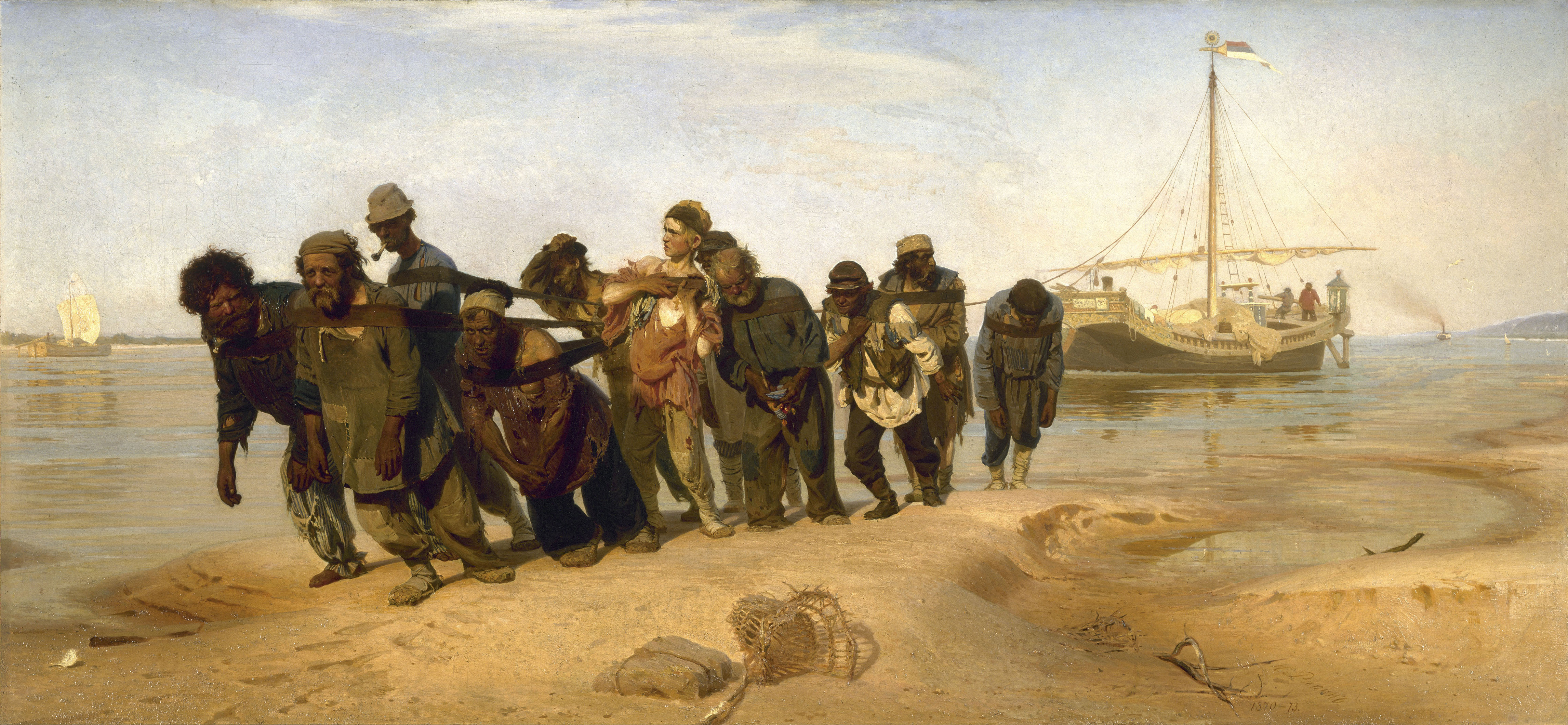
列賓，《伏爾加河上的縴夫》

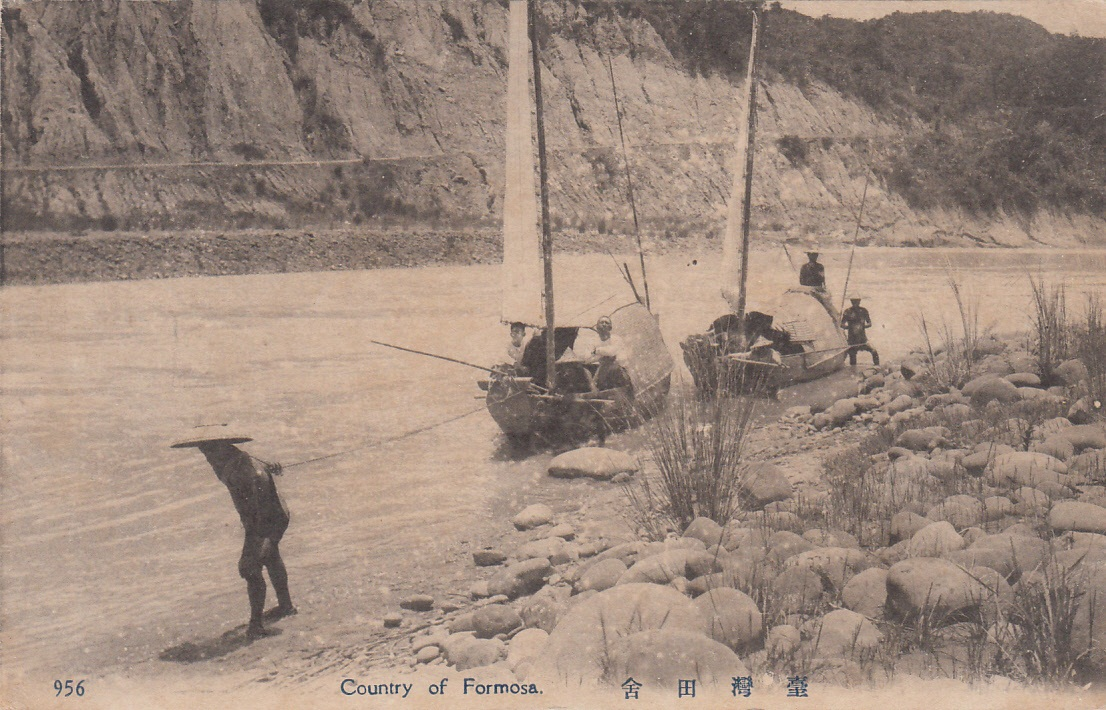
臺灣日治時期的縴夫

縴夫是以體力拉動駁船為生的人。

## 中國的縴夫
昔日在長江、嘉陵江都有裸體的縴夫。現代部份地區仍有以縴夫拉動船隻的做法。

## 俄羅斯的縴夫
縴夫在俄語稱為，源於韃靼語bujdak，意思是「無家的」。另一種說法指來自中古德語bûrlach (俄語稱為)，意思是以固定的繩索連成一隊工作。
縴夫出現於16世紀末葉—17世紀初葉的俄羅斯。隨著貨物運輸的發達，縴夫亦日益普遍。
縴夫隊的首領稱為，以下分別是、 (領頭的意思)、 (負責殿後)。隨工作時間分別兩種：有季節性的 (春季到秋季)和臨時性的。他們在冬天不工作，因為俄國冬季河流結冰。他們在冬天聚成 (通常4至6人，有時10至40人，最多可達150人)：由於缺乏主顧，薪資最少，但至少比失業好。到秋天工作完成就領取最後一份工資。
他們典型的象徵是帽子上放一隻匙子。
在沙俄時代，縴夫工作的路線包括伏爾加河線 (莫斯科往阿斯特拉罕)、白海線 (莫斯科往阿爾漢格爾斯克)，以及烏克蘭的聶伯河。縴夫的來自無地、少地的農民，女性亦有參加。辛比爾斯克、薩拉托夫、薩馬拉、奔薩、坦波夫、科斯特羅馬、雅羅斯拉夫爾、梁贊、弗拉基米爾是縴夫的主要來源。
隨著俄國的工業化，縴夫日益式微。19世紀初有60萬縴夫在伏爾加河、奧卡河工作，到中期只剩下15萬人。20世紀初接近消失。
在俄國文化裡，縴夫經常出現在各種文藝作品中 (例如《伏爾加船夫曲》、列賓的《伏爾加河上的縴夫》等)。另外，俄語有一諺語：「狗兒，別碰縴夫——他也是一頭狗」（""）。